# 손성원
손성원(영어: Sung Won Sohn, 1944년~)은 미국의 경제학자이다. 미국 LA한미은행 은행장 및 미국 월스파고은행 수석부행장을 지냈으며, 미국 대통령 경제자문위원회의 회원으로 활동했다.